# كينغ برادلي
الرئيس كينغ برادلي هو شخصية خيالية من مانغا الخيميائي الفولاذي.

## في المانغا
كينغ برادلي هو رئيس دولة أميستريس. يخفي هويته الحقيقية بأنه "راث"، الهومونكولوس الذي يشيخ. وشه أوروبوروس الخاص به يوجد على عينه اليسرى.
بالإضافة إلى أنه رئيس، هو أيضا شخصية لطيفة ومجنونة، مثلا عندما زار إدوارد إلريك في المستشفى وخرج من النافذة للفرار من حراسه الشخصيين.
يملك كينغ برادلي ابنا باسم سيليم معجب بإدورد إلريك، لكنه في الحقيقة هو برايد، أول هومونكولوس. في المانغا، هو ضحية لمحاولة منظمة من طرف متمردي مستانغ.